# Palazzo Partal
Il Palazzo Partal (in spagnolo El Palacio del Partal) è una struttura sontuosa all'interno del complesso della fortezza dell'Alhambra a Granada, in Andalusia in Spagna. Fu costruito da Muhammad III di Granada che governò dal 1302 al 1309.